# 孝静夏皇后
夏皇后（かこうごう）は、明の正徳帝の皇后。孝静毅皇后（こうせいきこうごう）と諡された。

## 経歴
応天府上元県の人。孝子として知られた夏儒と葉氏のあいだの娘として生まれる。正徳元年（1506年）、選抜されて後宮に入り、皇后に立てられた。父の夏儒は慶雲伯に封じられた。
正徳帝は放蕩恣睢な生活を送り、皇后をかえりみなかったが、多くの賞賜を与えた。正徳帝が崩じた際、男子も兄弟もなかったので、従弟の嘉靖帝が皇帝となった。夏氏は皇嫂（皇帝の従兄の嫁）として、荘粛皇后の尊号を受けた。嘉靖14年（1535年）正月、崩じた。

## 伝記資料
- 『明武宗実録』
- 『明世宗実録』